# フランク・ロマニ
フランク・ロマニ（Frank Lomani、1996年4月18日 - ）は、スーパーラグビー・パシフィック、フィジアン・ドゥルアに所属するラグビーユニオン選手。

## プロフィール
- フィジー・ナワイド出身[1]。
- ポジションはスクラムハーフ(SH)。
- 身長 180cm、体重 81kg
- ニックネームはFrankie。
- フィジー代表キャップは15（2020年10月現在）でラグビーワールドカップ2019のフィジー代表に選ばれた[2]。
- バーバリアンズに選ばれたことがある[3]。

## 略歴
フィジアン・ドゥルアを経て、2020年、レベルズに加入。
2021年、ノーサンプトン・セインツに加入。
2022年、フィジアン・ドゥルアに加入。